# Slum (wieś)
Slum – wieś w Chorwacji, w żupanii istryjskiej, w gminie Lanišće. W 2011 roku liczyła 24 mieszkańców.